# Artrosis

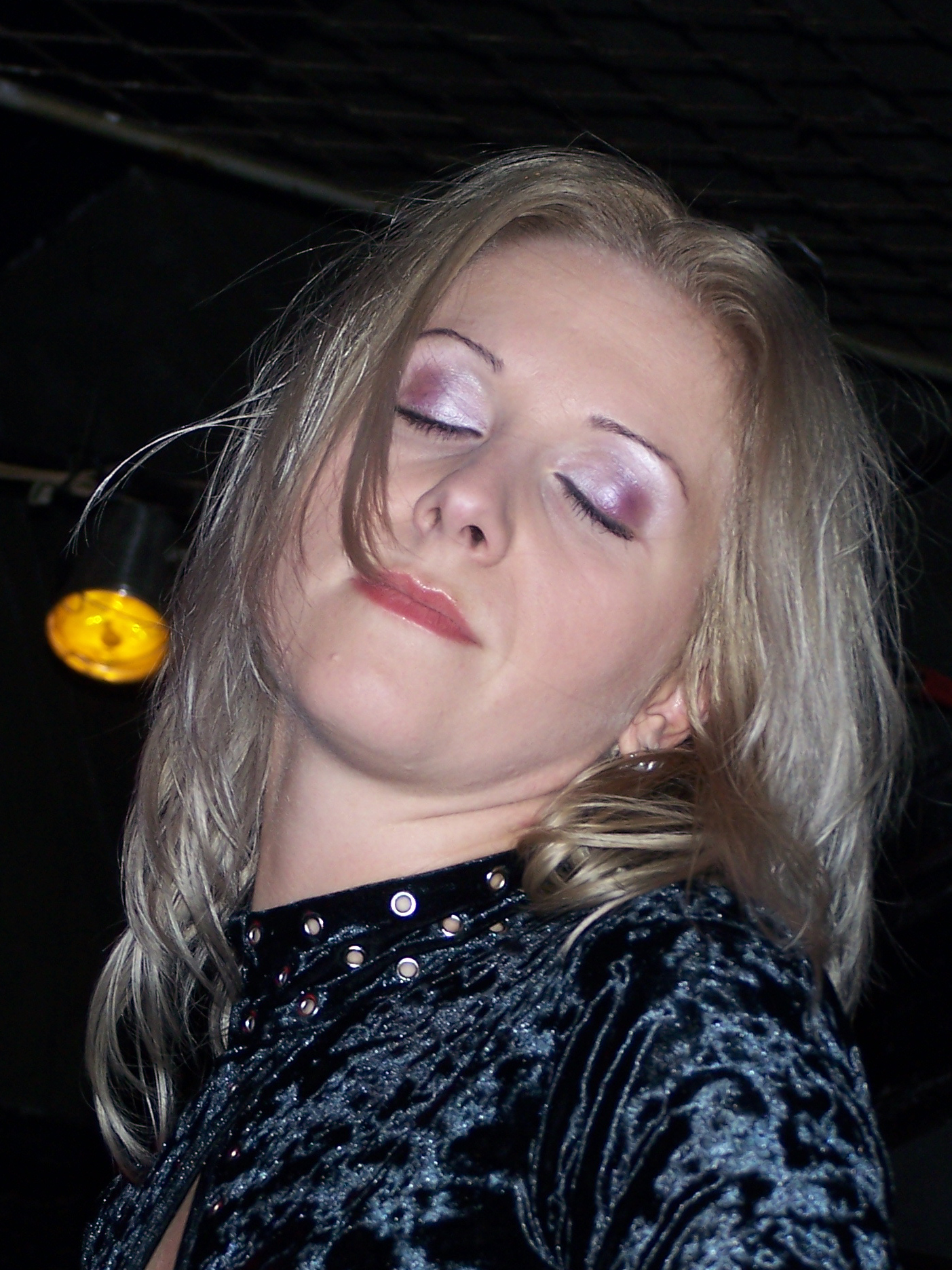
Magdalena Stupkiewicz-Dobosz

Artrosis este o formație poloneză de muzică gothic metal. Formația a fost fondată în anul 1995 în Zielona Góra.

## Membrii formației

### Membri actuali
- Magdalena Stupkiewicz-Dobosz "Medeah" – voce (1995-)
- Maciej Niedzielski – clape (1995-2005, 2011-)
- Rafał Grunt "Grunthell" – chitară (1999-2002, 2011-)
- Piotr Milczarek – chitară bas (2011-)

### Membri precedenți
- Mariusz Kuszewski "Mario" (Sacriversum) – chitară (2003-2004)
- Marcin Pendowski – chitară bas (1998-2001)
- Krystian Kozerawski "MacKozer" – chitară (Sacriversum) (2002-2010)
- Remigiusz Mielczarek "Remo"  – chitară bas (Sacriversum) (2002-2010)
- Łukasz Migdalski "Migdał" – clape (2005-2010)
- Konrad Biczak "Lombardo" – baterie (2005-2010)

## Membri invitați
- Zbigniew Robert Promiński "Inferno" – baterie pe "Ukryty Wymiar" și "W Imie Nocy"
- Magdalena Kogut – vioară pe Ukryty Wymiar"
- Magdalena Stelmaszyk – vioară pe "Ukryty Wymiar"
- Paweł Słoniowski – chitară bas "Ukryty Wymiar"

## Discografie
- (1996) Siódma Pieczęć (Demo) (MC wydanie własne)
- (1997) Ukryty Wymiar (MC/CD Morbid Noizz Productions)
- (1998) W Imię Nocy (MC/CD/DG Morbid Noizz Productions)
- (1998) W Górę (Sp) (CD Morbid Noizz Productions)
- (1998) Hidden Dimension EP (MC Morbid Noizz Productions)
- (1999) Pośród Kwiatów I Cieni (MC/CD/DG Metal Mind Productions)
- (1999) Hidden Dimension (Hall Of Sermon Productions)
- (2000) Live in Kraków (VHS) (Metal Mind Productions)
- (2000) In The Flowers Shade (MC/CD/DG Edycja ANG Metal Mind Productions)
- (2001) Koncert w Trójce (MC/CD/DG Metal Mind Productions)
- (2001) Ukryty Wymiar (re-release) (MC/CD/DG Metal Mind Productions)
- (2001) W Imię Nocy (re-release) (MC/CD/DG Metal Mind Productions)
- (2001) In Nomine Noctis' (MC/DG Edycja ANG Metal Mind Productions)
- (2001) Fetish ( MC/CD/DG Edit. POL i ANG: Metal Mind Productions)
- (2002) Live in Kraków: Among The Flowers And Shadows (DVD) (DVD Metal Mind Productions)
- (2002) Melange (CD Edit. POL and ANG: Metal Mind Productions)
- (2006) Con Trust (CD Mystic Productions)